# ناحیه ادامز، شهرستان دالاس، آیووا
ناحیه ادامز، بخش دالاس، اویا (به انگلیسی: Adams Township, Dallas County, Iowa) در ایالات متحده آمریکا است که در آیووا واقع شده‌است.

## خصوصیات
ناحیه ادامز ۱۰۳٫۲۴ کیلومترمربع مساحت و ۱٬۰۸۲ نفر جمعیت دارد و ۲۸۷ متر بالاتر از سطح دریا واقع شده‌است.